# Friedrich Bergius
Pour les articles homonymes, voir Bergius.
Friedrich Karl Rudolf Bergius, né le 11 octobre 1884 à Breslau dans l’Empire allemand et mort le 30 mars 1949 à Buenos Aires est un chimiste allemand. Il est colauréat avec Carl Bosch du prix Nobel de chimie de 1931 « en reconnaissance de leurs contributions à l'invention et au développement de méthodes chimiques à haute pression ».

## Biographie
Né le 11 octobre 1884 à Breslau en Allemagne (maintenant Wrocław en Pologne), Bergius est le fils d’un industriel de la chimie. En parallèle de ses études à Breslau, Bergius passe beaucoup de temps dans l’usine de son père ce qui lui permet de devenir familier de nombre de procédés de l’industrie chimique. En 1903, il étudie la chimie à l’université de Breslau, puis en 1905 à l’université de Leipzig, dont il sort diplômé en 1907 après une thèse sur l'utilisation comme solvant de l’acide sulfurique. En 1909, il se rend à Karlsruhe pour étudier sous la direction de Fritz Haber, lauréat du prix Nobel de chimie en 1918. Il y travaille sur les équilibres chimiques dans les réactions en phase gazeuse, et y développe une méthode permettant des synthèses en laboratoire jusqu’à des pressions de 300 atmosphères. Les moyens qui lui sont proposés étant insuffisants, il crée son propre laboratoire privé à Hanovre avant de le céder à une entreprise privée. En 1911, il enseigne à l’université technique de Hanovre, mais sa carrière est interrompue par la Première Guerre mondiale. En 1913, il tente de transformer le bois en charbon mais n’y parvient pas. Il vit à Berlin de 1914 à 1921, puis s'installe à Heidelberg en 1921. Il collabore avec plusieurs grandes entreprises pour développer un procédé d’hydrogénation (procédé Bergius). En 1927, il démontre la possibilité de liquéfier le charbon par un procédé qui sera utilisé industriellement, notamment par IG Farben. Il met également au point un procédé obtenir du sucre à partir de la cellulose du bois. Il émigre en Argentine après la Seconde Guerre mondiale.
Bergius a reçu un grand nombre de distinctions. parmi lesquelles des doctorats honorifiques, la médaille Liebig et le prix Nobel de chimie pour ses travaux sur la chimie à haute pression.